# Alpha und Omega (Film)
Alpha und Omega ist ein US-amerikanisch-indischer Computeranimationsfilm der Regisseure Anthony Bell und Ben Gluck aus dem Jahr 2010.

## Handlung
Alpha und Omega erzählt die Geschichte eines etwas naiven Wolfsrüden namens Humphrey und einer reiferen Fähe namens Kate, welche im Jasper-Nationalpark, Kanada, leben. Die beiden sind seit ihrer Kindheit die besten Freunde. Humphrey hat im Rudel einen niederen sozialen Rang (Omega-Wolf), wohingegen Kate als Alpha-Wolf zur Rudelführung gehört. Dennoch sind sie miteinander befreundet.
Das ändert sich jedoch eines Tages, als Kate zur Alpha-Schule für die Ausbildung zur Rudelführerin geschickt wird. Sie soll durch ihre Heirat mit dem Wolf Garth die beiden verfeindeten Rudel der Nordwölfe und der Südwölfe miteinander vereinen. Doch dies verhindern zwei Betäubungspfeile. Als die beiden wieder erwachen, finden sie sich im weit entfernten Sawtooth National Forest in Idaho wieder, um die dort ausgestorbene Wolfspopulation wieder aufzubauen. Kate aber will unbedingt wieder zurück nach Hause, um durch ihre Heirat den Krieg der beiden Wolfsrudel im Park zu verhindern.
Auf der langen Rückreise nach Hause, im Wohnmobil Canadian, lernen sich die beiden kennen und entdecken, dass sie vieles miteinander gemeinsam haben. Humphrey bringt sich durch seine kindische Art im Laufe der Reise manchmal in Schwierigkeiten, aus denen ihn Kate immer retten muss, obwohl diese umgekehrt in manchen Situationen auch von Nutzen ist. Doch Kate hat sich im Laufe der Reise in Humphrey verliebt, während Garth sich inzwischen in Kates Schwester Lilly vernarrt hat, die ebenfalls ein Omega ist. Am Ende sehen alle ein, dass jeder Wolf seinen Beitrag im Rudel leisten kann, unabhängig von seinem sozialen Rang. Damit wird die bestehende Rangordnung der Rudel aufgelöst.

## Produktion
Der Film wurde 2010 in den USA von den Firmen Lionsgate und Crest Animation produziert. Regie führten Anthony Bell und Ben Gluck. Die Musik stammt von Chris Bacon, unterstützt von Jay Faires und Tracy McKnight. Die Zeichnungen erstellten Donald A. Towns, Joseph L. Campana, die Animationen Satish Thokade und Effekte Chinnaduri Jaykumar. Als Produzent waren Susan Gelb und Timothy Yoo tätig. Die Produktion des Films fand in Mumbai und Burbank statt.

## Synchronisation
Die deutschsprachige Übersetzung erfolgte durch die Firma TV+Synchron Berlin unter der Leitung von Irene Timm, die auch für das Dialogbuch verantwortlich war.
| Rolle    | englischer Sprecher | deutscher Sprecher   |
| -------- | ------------------- | -------------------- |
| Kate     | Hayden Panettiere   | Cathlen Gawlich      |
| Humphrey | Justin Long         | Viktor Neumann       |
| Tony     | Dennis Hopper       | Kaspar Eichel        |
| Lilly    | Christina Ricci     | Luisa Wietzorek      |
| Winston  | Danny Glover        | Jürgen Kluckert      |
| Marcel   | Larry Miller        | Joachim Siebenschuh  |
| Paddy    | Eric Price          | Helmut Gauß          |
| Mooch    | Eric Price          | Matthias Deutelmoser |
| Eve      | Vicki Lewis         | Helga Sasse          |
| Garth    | Chris Carmack       | Sven Gerhardt        |
| Shakey   | Kevin Sussman       | Steven Merting       |
| Salty    | Brian Donovan       | Rainer Fritzsche     |
| Hutch    | Paul Nakauchi       | Detlef Gieß          |
| Candy    | Mela Lee            | Ilka Teichmüller     |
| Sweets   | Bitsie Tulloch      | Eva Thärichen        |

## Veröffentlichung
Am 17. September 2010 wurde der Film im Kino in 2D und 3D in den USA uraufgeführt. Das Einspielergebnis betrug 44,61 Millionen US$.
Weitere Kinoveröffentlichungen fanden in Indien statt. Auf DVD und Blu-ray erschien der Film in Deutschland am 17. Januar 2012.